# Dorfkirche Goldbeck

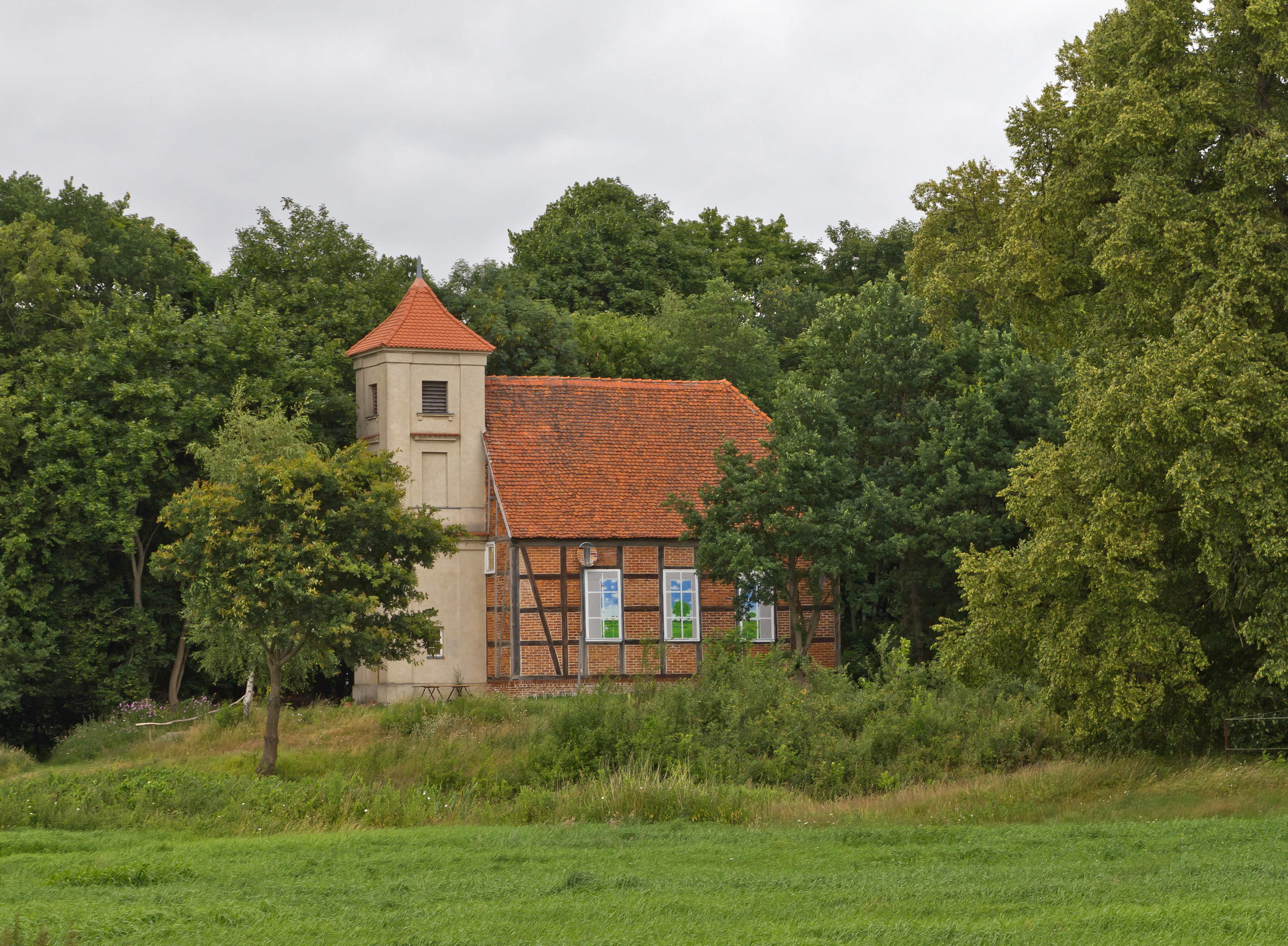
Dorfkirche Goldbeck

Die evangelische, denkmalgeschützte Dorfkirche Goldbeck steht in Goldbeck, einem Ortsteil der Stadt Wittstock/Dosse im Landkreis Ostprignitz-Ruppin von Brandenburg. Die Kirche gehört zur Kirchengemeinde Zwischen Dosse und Heide im Kirchenkreis Wittstock-Ruppin in der Evangelischen Kirche Berlin-Brandenburg-schlesische Oberlausitz.

## Beschreibung
Das Langhaus der Fachwerkkirche wurde 1718 erbaut. Der massive neobarocke Kirchturm im Westen, dessen Putz mit Lisenen und Gesimsen gegliedert und mit einem Pyramidendach bedeckt ist, wurde um 1900 angefügt. Sein oberstes Geschoss beherbergt hinter den Klangarkaden den Glockenstuhl. 
Zur Kirchenausstattung gehört ein Kanzelaltar vom Ende des 18. Jahrhunderts vor der mit Pilastern geschmückten Ostwand. Ein Taufengel, der vermutlich zur Erstausstattung gehörte und gesondert unter Denkmalschutz steht, ist derzeit im Pfarrhaus der Dorfkirche Dossow eingelagert. Der Taufengel von etwa 1,37 Meter Größe stellt einen kindlichen Engel dar, der ein einfaches, weißes Kittelgewand trägt und durch seine ruhige Haltung und seinen ernsten Gesichtsausdruck beeindruckt. Die schreitende Stellung der Beine deutet eine leichte Bewegung an. Der Stil des Gewandes, der Haare und des freundlichen Gesichtsausdrucks ähnelt anderen Taufengeln der Umgebung, die möglicherweise in derselben Werkstatt gefertigt wurden.